# جاولین (ناوشکن فرانسوی)
جاولین (ناوشکن فرانسوی) (به انگلیسی: French destroyer Javeline) یک کشتی است که طول آن ۵۸٫۲۶ متر (۱۹۱ فوت ۲ اینچ) می‌باشد. این کشتی  در سال ۱۹۰۲ ساخته شد.